# Unsainted
«Unsainted» (с англ. — «Неканонизированный») — песня американской метал-группы Slipknot. В сопровождении видеоклипа, песня была выпущена в качестве ведущего сингла с шестого студийного альбома We Are Not Your Kind 16 мая 2019 года. Это первый сингл группы, выпущенный без перкуссиониста Криса Фена, уволенного из группы в марте 2019 года.

## Видеоклип
16 мая вместе с песней был выпущен видеоклип, срежисированный Шоном «Клоуном» Крейеном. Блистейн охарактеризовал этот клип как полный «жутких культовых образов». Это заканчивается тем, что Кори Тейлор выходит из церкви и обнаруживает, что он и другие члены группы превратились в статуи, а затем эти статуи сжигают. Люк Мортон из Kerrang! сказал, что видео «трудно принять», написав, что оно «полно калейдоскопических визуальных изображений, религиозной иконографии, [и] огней».

## Критический прием
Джон Блистейн из Rolling Stone назвал эту песню «безжалостным хедбэнгером», сказав, что «она открывается умело созданной структурой, когда вокальные партии хора плавают над грохочущими барабанами, приливной волной гитар и вокалом фронтмена Кори Тейлора». Интро сменяется «безжалостным ураганом двойного бас-барабана и неровных гитар, которые сопровождают слушателя оставшуюся часть песни». Журнал Revolver назвал это «гораздо более доступной, радио-дружественной песней», чем сингл группы «All Out Life», не входящий в альбом группы, хотя и счёл, что это «не означает, что его тексты стесняются в выражениях».

## Чарты
| Чарты (2019)                                 | Номер позиции |
| -------------------------------------------- | ------------- |
| Австралия (ARIA)                             | 86            |
| Чехия (Singles Digitál Top 100)              | 70            |
| Венгрия (Single Top 40)                      | 11            |
| Венгрия (Stream Top 40)                      | 38            |
| Новая Зеландия (RMNZ)                        | 17            |
| Шотландия (OCC Scotland)                     | 34            |
| Словакия (Singles Digitál Top 100)           | 66            |
| Швеция (Sverigetopplistan)                   | 14            |
| Великобритания (OCC UK Singles)              | 68            |
| Великобритания (OCC UK Rock & Metal)         | 2             |
| США (Billboard Bubbling Under Hot 100)       | 20            |
| США (Billboard Hot Rock & Alternative Songs) | 4             |